# Америка-3000
«Америка 3000» (англ. America 3000) — американский постапокалиптический кинофильм.

## Сюжет
В Колорадо, спустя 900 лет после ядерной войны в США, человечество вернулось в каменный век. Племенами правят воинственные женщины, мужчины у них — безмолвные рабы. Только Корвис со своим другом достаточно сообразительны, чтобы освободиться из плена и отыскать собственное племя. Сумеют ли они научить своих женщин снова любить мужчин?
По сюжету фильма «очеловечивание» Корвиса начинается после того, как он находит учебник английского языка среди ржавых остатков автобуса. Сравнивая картинки, буквы и реальность, он вдруг научился читать. Дальнейшие события приводят его в бункер Президента США: спасаясь от облавы, посреди скал он проваливается в вентиляционную шахту. Тут-то и пригодилось его умение читать: как иначе разобраться с содержимым многочисленных ящиков…
Племя (состоящее исключительно из мужчин) в восторге — Корвис привёз им гранаты, другое оружие, есть, чем отбиваться от амазонок. И тут Корвис придумал, как прекратить набеги вовсе — надо просто убедить предводительницу амазонок, что мирная жизнь лучше, а мужчины достойны уважения. Для начала он оделся Президентом США и устроил фейерверк.
Однако амазонок провести не удалось: заместительница предводительницы тоже умеет читать и тоже находит президентский бункер… Корвес и предводительница удаляются на переговоры в бункер, а вернувшись, с трудом останавливают битву, многие погибли. Тем выгоднее жить дружно!

## В ролях
| Актёр           | Роль    |
| --------------- | ------- |
| Чак Вагнер      | Корвис  |
| Лорен Лэндон    | Вена    |
| Уильям Уоллес   | Грасс   |
| Виктория Баррет | Лакелла |
| Галин Гёрг      | Линка   |
| Шайке Офир      | Лелц    |
| Камилла Спарв   | Рея     |
| Карен Шеперд    | Кева    |